# Рівноважна температура планет
Рівноважна температура планети (англ. Planetary equilibrium temperature) — теоретична температура, яку мала б планета, якби була абсолютно чорним тілом, яке нагрівається лише зіркою, навколо якої планета обертається. У даній моделі наявність або відсутність атмосфери (і, отже, парниковий ефект) не розглядається, а теоретична температура чорного тіла вважається випромінюваною з поверхні планети.
Інші автори по-різному називають це поняття, наприклад, еквівалентна температура чорного тіла планети, чи ефективна температура випромінювання планеты. Серед схожих понять можна згадати загальну середню температуру, повну рівновагу випромінювання та загальну середню температуру повітря біля поверхні, що включає ефекти глобального потепління.

## Оцінка чорнотільної температури
Якщо потік падаючого сонячного випромінювання («інсоляція») планети при знаходженні на орбіті дорівнює Io, то кількість енергії, що поглинається планетою, залежатиме від альбедо a і площі поперечного перерізу:
{\displaystyle {P}_{in}={I_{o}}\left(1-a\right)\pi {{R}_{p}}^{2}}
Зауважимо, що альбедо буде нульовим ({\displaystyle a=0}) для абсолютно чорного тіла. Однак у планетології кориснішими є результати, отримані для виміряного або передбачуваного альбедо {\displaystyle a>0}.
Потужність інфрачервоного випромінювання, що є тепловим випромінюванням планети, залежить від випромінювальної здатності та площі поверхні об'єкта за законом Стефана - Больцмана:
{\displaystyle {P}_{out}=\epsilon \sigma A{T}^{4},}
де Pout є потужністю випромінювання, {\displaystyle \epsilon } — випромінювальна здатність, σ — постійна Стефана — Больцмана, A — площа поверхні, T — абсолютна температура. У разі сферичної планети площа поверхні дорівнює {\displaystyle A=4\pi {{R}_{p}}^{2}}.
Випромінювальна здатність зазвичай передбачається рівною {\displaystyle \epsilon =1}, як у випадку ідеально випромінюючого абсолютно чорного тіла. Зазвичай це хороше припущення, оскільки випромінювальна здатність природних поверхонь знаходиться в інтервалі від 0,9 до 1: наприклад, Земля {\displaystyle \epsilon =0,96}.
Температура рівноваги обчислюється в припущенні рівності падаючої та випромінюваної потужності Pin=Pout. Отже,
{\displaystyle {T}_{eq}={\left({\frac {I_{o}\left(1-a\right)}{4\sigma }}\right)}^{1/4}.}

### Теоретична модель
Розглянемо кулясту зірку та кулясту планету. Зірка та планета вважаються абсолютно чорними тілами. Планета має деяке альбедо і поглинає тільки частину падаючого випромінювання в залежності від властивостей поверхні. Зірка випромінює ізотропно відповідно до закону Стефана — Больцмана, у своїй випромінювання проходить відстань D до орбіти планети. Планета поглинає випромінювання, яке не відображається відповідно до величини альбедо планети, і нагрівається. Оскільки планету вважають чорним тілом, яке випромінює за законом Стефана — Больцмана, то планета втрачає енергію при випромінюванні. Теплова рівновага досягається у випадку, коли потужність випромінювання, що отримується планетою від зірки, дорівнює потужності випромінювання планети. Температура, за якої досягається даний баланс, називається температурою рівноваги і визначається виразом:
{\displaystyle {T}_{eq}={T}_{\bigodot }{\left(1-a\right)}^{1/4}{\sqrt {\frac {{R}_{\bigodot }}{2D}}}.}
Здесь {\displaystyle {T}_{\bigodot }} и {\displaystyle {{R}_{\bigodot }}} — температура і радіус зірки.
Рівноважна температура не є верхньою, ні нижньою межею діапазону температур для планети. Оскільки існує парниковий ефект, то температура атмосфери планети буде дещо вищою, ніж рівноважна температура. Наприклад, Венера має рівноважну температуру приблизно 227 K, але температура поверхні досягає 740 K. Місяць має температуру чорного тіла 271 K, але вдень температура може підніматися до 373 K, а в нічний час опускатися до 100 K. Така відмінність виникає внаслідок повільного обертання Місяця для її розмірів, тому поверхня нагрівається нерівномірно. Тіла, що обертаються навколо інших об'єктів, можуть розігріватися також внаслідок приливного розігріву, геотермальної енергії внаслідок радіоактивного розпаду в ядрі планети або при розігріві за рахунок акреції.

### Детальний висновок величини рівноважної температури планети
Потужність, що поглинається планетою, дорівнює потужності, що випромінюється планетою:
{\displaystyle {P}_{in}={P}_{out}}
Потужність випромінювання, що поглинається планетою, дорівнює створюваної зіркою освітленості (потужності випромінювання, що проходить через одиничний майданчик) на відстані, що дорівнює радіусу орбіти планети, Io, помноженої на частку поглинається планетою енергії (1 мінус альбедо) і на площу освітлюваної
{\displaystyle {P}_{in}={I_{o}}\left(1-a\right)\pi {{R}_{p}}^{2}.}
Io, інтенсивність випромінювання зірки на відстані від зірки до планети дорівнює світності зірки, поділеної на площу сфери, по якій поширюється випромінювання зірки на відстані до планети, отже
{\displaystyle {P}_{in}={L}_{\bigodot }\left(1-a\right)\left({\frac {\pi {{R}_{p}}^{2}}{4\pi {D}^{2}}}\right).}
Енергія, що падає на чорне тіло, потім перевипромінюється у вигляді тепла відповідно до закону Стефана — Больцмана {\displaystyle P=\epsilon \sigma A{T}^{4}}.
(Випромінальна здатність {\displaystyle \epsilon } зазвичай вважається близькою до 1, і, отже, її не розглядають). Будучи помноженою на площу поверхні потужність випромінювання становить
{\displaystyle {P}_{out}=\left(\epsilon \sigma {{T}_{eq}}^{4}\right)\left(4\pi {{R}_{p}}^{2}\right).}
Прирівнюючи потужність, що падає і випромінюється, отримуємо
{\displaystyle {T}_{eq}={\left({\frac {{L}_{\bigodot }\left(1-a\right)}{16\epsilon \sigma \pi {D}^{2}}}\right)}^{1/4}.}
Світність зірки дорівнює постійній Стефана - Больцмана, помноженої на площу поверхні зірки і на четвертий ступінь її температури:
{\displaystyle {L}_{\bigodot }=\left(\sigma {{T}_{\bigodot }}^{4}\right)\left(4\pi {{R}_{\bigodot }}^{2}\right).}
Підставляємо отриманий вираз у попередню рівність, отримаємо вираз:
{\displaystyle {T}_{eq}={T}_{\bigodot }{\left({\frac {\left(1-a\right)}{\epsilon }}\right)}^{1/4}{\sqrt {\frac {{R}_{\bigodot }}{2D}}}.}
Припускаючи, що випромінювальна здатність {\displaystyle \epsilon } дорівнює 1, отримуємо, що виведена рівність відтворює рівняння попереднього розділу. Рівноважна температура не залежить від розміру планети, оскільки як падаюче, так і випромінювання, що випускається, пропорційно площі поверхні планети.